# Stazione di Balestrate
La stazione di Balestrate è una stazione ferroviaria che serve la località di Balestrate posta sulla linea Palermo-Trapani.
La stazione è dotata di due binari di circolazione atti al servizio viaggiatori.
Il fabbricato viaggiatori, a due elevazioni e chiuso al pubblico, è dotato di tettoia.
Vi sono una bacheca per gli orari cartacei e una macchina obliteratrice.
La stazione è gestita in telecomando dal DCO di Palermo.

## Strutture e impianti
La stazione è dotata di due binari passanti per il servizio viaggiatori utilizzati anche per gli incroci, di cui il secondo in corretto tracciato. I treni accedono alla stazione in corretto tracciato sul secondo binario, mentre sono instradati in deviata sul primo.

## Movimento
La stazione è servita dai treni regionali operati da Trenitalia sulla relazione Trapani-Castelvetrano-Piraineto.